# Ceanu Mare
Ceanu Mare (ungarisch Mezőcsán) ist eine Gemeinde im Kreis Cluj in der Region Siebenbürgen in Rumänien.
Der Ort ist auch unter den ungarischen Bezeichnungen Mezőnagycsán und Csán bekannt.

## Geographische Lage

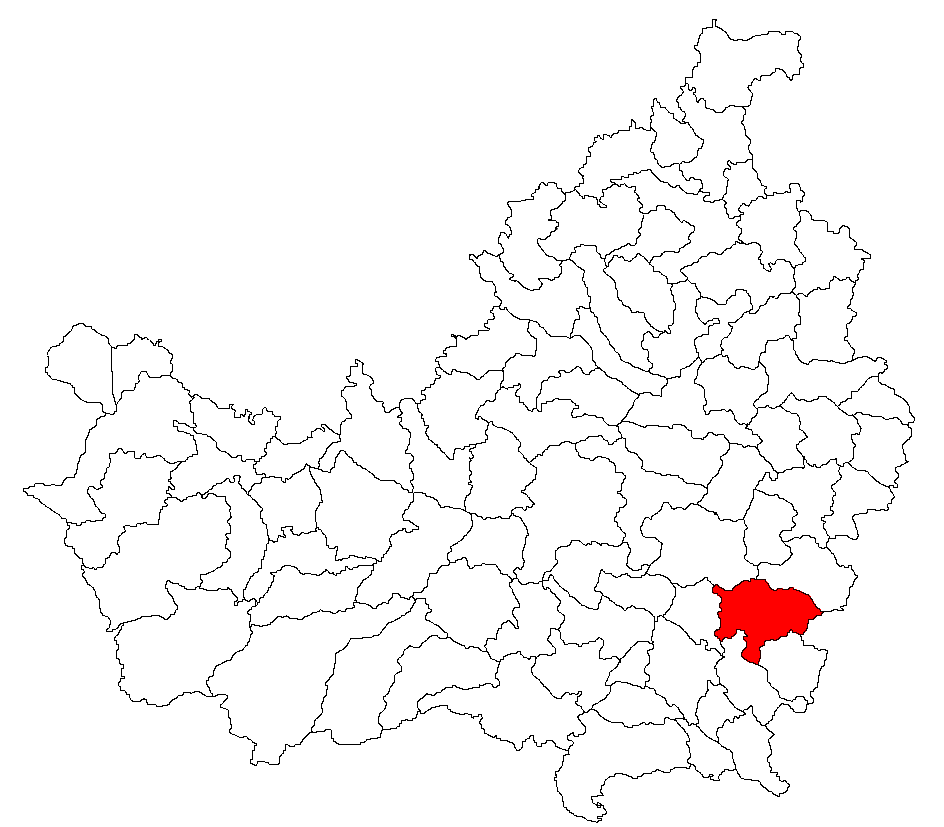
Lage der Gemeinde Ceanu Mare im Kreis Cluj

Die Gemeinde Cătina liegt im Siebenbürgischen Becken im Tal des Flusses Valea Largă – ein Nebenfluss des Arieș. Im Südosten des Kreises Cluj an der Kreisstraße (Drum județean) DJ 161A befindet sich das Gemeindezentrum etwa 25 Kilometer nordöstlich von der Stadt Turda (Thorenburg) und etwa 40 Kilometer südöstlich von der Kreishauptstadt Cluj-Napoca (Klausenburg) entfernt.

## Geschichte
Der Ort Ceanu Mare wurde erstmals 1293 urkundlich erwähnt. Nach Angaben von J. Téglás deuten archäologische Funde auf dem Areal des eingemeindeten Dorfes Boian (ungarisch Mezőbő) auf eine Besiedlung in die Römerzeit zurück.
Eine gewisse Bekanntheit erhielt der Ort, als am 18. September 2001 der damalige deutsche Bundeskanzler Gerhard Schröder das Grab seines Vaters, des Obergefreiten Fritz Schröder, besuchen wollte. Dieser war am 4. Oktober 1944 im Alter von 32 Jahren nahe der Stadt Turda (Thorenburg) gefallen. Aufgrund der Ereignisse vom 11. September 2001 (Angriff auf das World Trade Center und das Pentagon) wurde der Besuch aber abgesagt. Bei seinem Staatsbesuch am 12. August 2004 holte Gerhard Schröder in Begleitung des rumänischen Staatspräsidenten Ion Iliescu den Besuch des Dorffriedhofs nach, auf dem auch acht weitere Soldaten begraben liegen.

## Soziales
Das größte Problem des Dorfes ist das Fehlen von fließendem Wasser. Nach dem Staatsbesuch zeichnet sich aber eine Lösung ab. Ion Iliescu hat (nachdem er von Schröder auf die Kosten des Projektes angesprochen worden war) die zuständigen Behörden angewiesen, „sich um das Problem zu kümmern“.

## Bevölkerung
Die Bevölkerung der Gemeinde entwickelte sich wie folgt:
| 1850 | 3.045 | 2.760 | 165 | 2 | 118           |
| 1920 | 4.339 | 4.038 | 247 | - | 54            |
| 1966 | 7.291 | 7.064 | 213 | - | 14            |
| 2002 | 4.322 | 4.067 | 102 | 1 | 152           |
| 2011 | 3.531 | 3.132 | 77  | - | 322           |
| 2021 | 3.333 | 2.823 | 2   | - | 508 (47 Roma) |

Seit 1850 wurde auf dem Gebiet der heutigen Gemeinde die höchste Einwohnerzahl und gleichzeitig die der Rumänen 1966 ermittelt. Die höchste Bevölkerungszahl der Magyaren (482) wurde 1900, die der Roma (211) 2011 und die der Rumäniendeutsche (20) wurde 1890 registriert.